# فرانک دیججج
فرانک دیججج (انگلیسی: Franck Dja Djédjé؛ زادهٔ ۲ ژوئن ۱۹۸۶) بازیکن فوتبال اهل فرانسه است.
از باشگاه‌هایی که در آن بازی کرده‌است می‌توان به باشگاه فوتبال ونس، باشگاه ورزشی الشحانیه، باشگاه فوتبال استاد برستوا ۲۹، باشگاه فوتبال استراسبورگ، باشگاه فوتبال پاری سن ژرمن، باشگاه فوتبال چورنومورتس اودسا، باشگاه فوتبال هیبرنین، باشگاه فوتبال نیس، و باشگاه فوتبال دینامو مینسک اشاره کرد.
وی همچنین در تیم‌های ملی فوتبال زیر ۱۷ سال فرانسه، زیر ۱۸ سال فرانسه، زیر ۱۹ سال فرانسه، زیر ۲۱ سال فرانسه، و Ivory Coast national under-23 football team بازی کرده‌است.